# 1853 год в России
Правление Николая I (1825—1855)
Крымская война 1853—1856 годов

## События

### Январь
21 января (2 февраля) — великий князь Константин Николаевич вступил в управление морским министерством и был произведён в вице-адмиралы. Во время Крымской войны Константин Николаевич принимал участие в защите Кронштадта от нападения англо-французского флота.

### Февраль
28 февраля (12 марта) — в Константинополь по поручению российского императора Николая I прибыл с особой миссией по разрешению проблем Святых Мест и положения православного населения Турции чрезвычайный посол князь адмирал Александр Сергеевич Меншиков.

### Март
11 (23) марта в Москве сгорел Большой театр; от пожара, длившегося несколько дней, уцелели только каменные внешние стены здания и колоннада портика

### Май
- 5 (17) мая князь А. С. Меншиков потребовал в Константинополе от турецкого султана в пятидневный срок заключить с Россией договор, содержащий гарантии интересов России на Святой Земле и передающий православное население Османской империи под особое покровительство российского императора[1].
- 10 (22) мая Османская империя отклонила ультиматум князя Меншикова[1].
- 18 (30) мая чрезвычайный посол Российской империи князь А. С. Меншиков заявляет в Константинополе — «Отказ Турции дать гарантии православной вере создаёт для императорского правительства необходимость отныне искать её в собственной силе». Дипломатические отношения двух стран разорваны, 21 мая Меншиков отбывает на родину[1].

### Июнь
- 21 мая (2 июня) Алагирский завод по выплавке свинца и серебра выдал первую продукцию[2]:86. Это производство функционирует по настоящее время под названием «Электроцинк».

### Июль
- 21 июня (3 июля) русская армия князя Михаила Горчакова вступила на территорию Молдавии и Валахии, находившихся под турецким суверенитетом[3].
- 18 (30) июля ташинский чугунолитейный завод  был пущен в эксплуатацию и дал первый чугун. Это событие считается днём создания города Первомайска.

### Октябрь
- 27 сентября (9 октября) Османская империя требует вывода русской армии из Дунайских княжеств[3].
- 28 сентября (10 октября) на Владимирской горке в Киеве открыт изготовленный в Санкт-Петербурге и Москве памятник Владимиру Великому. скульпторы Василий Демут-Малиновский и барон фон Клодт, архитектор Александр Тон[4].
- 4 (16) октября Османская империя объявила войну Российской империи. Началась Крымская война[3].

### Ноябрь
- 1 (13) ноября открыта железная дорога от столицы до царской резиденции в Гатчине. Первые поезда прибыли на Варшавский вокзал Санкт-Петербурга.
- 14 (26) ноября в Ахалцихском сражении на Кавказе русскими войсками разбит наступавший на Александрополь Ардаганский турецкий отряд[3].
- 18 (30) ноября русская эскадра под командованием вице-адмирала Павла Степановича Нахимова разгромила турецкую эскадру у мыса Синоп. Это стало поводом к вступлению в войну Великобритании и Франции на стороне Османской империи в марте 1854 года[3]. П. С. Нахимов был награждён орденом Святого Георгия 2-й степени, капитан линейного корабля «Париж» В. И. Истомин был произведён в контр-адмиралы. Эта победа ежегодно отмечается 1 декабря как День воинской славы России.

### Декабрь
- 19 ноября (1 декабря) на Кавказе главные турецкие силы разбиты русской армией при Башкадыкларе[3].

### События без определённой даты
- В честь голландского мореплавателя Виллема Баренца дано название Мурманскому морю — Баренцево море.
- В Нарве открыт монумент в «Тёмном саду», посвящённый русским воинам, погибшим во время Северной войны при штурме Нарвы в 1704 году. В 1882 году перенесён на бастион Виктория.
- В Москве, Красноярске и Иркутске закрыты последние работные дома[5].
- Елена Петровна Блаватская начала службу в политической полиции, выкрав в Баден-Бадене письмо прусского агента графа Квилецкого за 2000 франков[6][7].
- Маврикий Осипович Вольф начал карьеру издателя. Позже он станет известным издателем научно-популярной и классической литературы.
- Михаил Игнатьевич Иванин переведён во Временный совет для управления Внутренней киргизской ордой, а затем управляющим этой ордой. Его энергичное и деятельное управление принесло орде много пользы.
- В связи со смертью отца Сергей Иванович Мальцов становится наследником промышленного района в центральной части Европейской России. Позже на базе этого производства он создаст с нуля тяжёлую индустрию.
- Коллежский асессор Иванов подал на имя главноуправляющего путями сообщений графа П. А. Клейнмихеля рапорт о придуманном им судне, которое нагнетанием воздуха под его дно может плыть со значительной быстротой — «трёхкильном духоплаве». Рассмотрев проект, Департамент проектов и смет отказал изобретателю.

## Родились
- 16 (28) января, Москва: Владимир Сергеевич Соловьёв — русский религиозный мыслитель, мистик[8], поэт, публицист, литературный критик.
- 25 (13) марта, село Кречевицкие Казармы Новгородского уезда и губернии: Григорий Эдуардович Зенгер — филолог-классик, член-корреспондент Санкт-Петербургской академии наук (1907), государственный деятель Российской империи, ректор Императорского Варшавского университета (1897—1899).
- 11 апреля (30 марта), село Драбовка, Черкасский уезд, Киевская губерния: Архиепископ Иоаким — епископ Православной Российской Церкви, епископ Нижегородский и Арзамасский; русский духовный писатель.
- 18 (6) апреля, имение Горна-Покровское, Боровичский уезд, Новгородская губерния: граф Владимир Николаевич Коковцов — русский государственный деятель, министр финансов в 1904—1905 и 1906—1914 годах, председатель Совета министров Российской империи в 1911—1914 годах.
- 1 мая (19 апреля), Миргород: Яков Михайлович Гордин — известный еврейский драматург.
- 12 мая (30 апреля): Алексей Михайлович Абаза — российский контр-адмирал, политический деятель.
- 12 (24) июля, село Николаевка Николаевского уезда Самарской губернии: Василий Иванович Жмакин — протоиерей Русской православной церкви, русский писатель, историк, богослов. Член учебного комитета при Святейшем Синоде.
- 28 августа (9 сентября), Грайворон Белгородского уезда Курской губернии: Владимир Григорьевич Шухов — инженер, архитектор, член-корреспондент и почётный член АН СССР, Герой Труда. Внёс выдающийся вклад в технологии нефтяной промышленности и трубопроводного транспорта[9]. Первым в мире применил для строительства зданий и башен стальные сетчатые оболочки[10].
- Ноябрь, орда-зимовка Кунтимес, Аман-Карагайский внешний округ, Омской области: Чокан Чингисович Валиханов — казахский учёный, историк, этнограф, фольклорист, путешественник и просветитель, офицер Генерального штаба Российской императорской армии, разведчик.
- Нижегородская губерния: Дмитрий Николаевич Жбанков — русский врач, деятель земской медицины и этнограф.
- Область Войска Донского: Аким Михайлович Золотарёв —  русский генерал, профессор Николаевской академии Генерального штаба, сенатор, военный писатель. Товарищ председателя Русского собрания[11].
- Эдуард Адольфович Жуковский — российский юрист, почётный опекун, гофмейстер.
- Иван Степанович Знаменский — православный богослов, исследователь текстов Священного Писания, автор публикаций по систематизации статей Ветхого и Нового Заветов, восточной апологетике и истории русской церкви в XVIII веке.

## Умерли
- 23 (11) мая, село Акулево, Цивильский уезд, Казанская губерния: Иакинф (род 1777) — архимандрит Православной российской церкви (в 1802—1823 годах); востоковед и путешественник, знаток китайского языка, один из основоположников русской синологии, первый русский китаевед, получивший общеевропейскую известность.
- Май: в Санкт-Петербурге от холеры умер Иван Акимович Мальцов (род 1774) — русский промышленник из рода Мальцовых, внёс существенный вклад в развитие Дятьковской фабрики.
- 4 (16) августа, Москва: Фёдор Петрович Гааз (род 1780) — московский врач немецкого происхождения, филантроп, известный под именем «святой доктор». Член Московского тюремного комитета и главный врач московских тюрем.